# Heliconius atthis
Heliconius atthis är en fjärilsart som beskrevs av Doubleday 1847. Heliconius atthis ingår i släktet Heliconius och familjen praktfjärilar. Inga underarter finns listade i Catalogue of Life.

## Bildgalleri

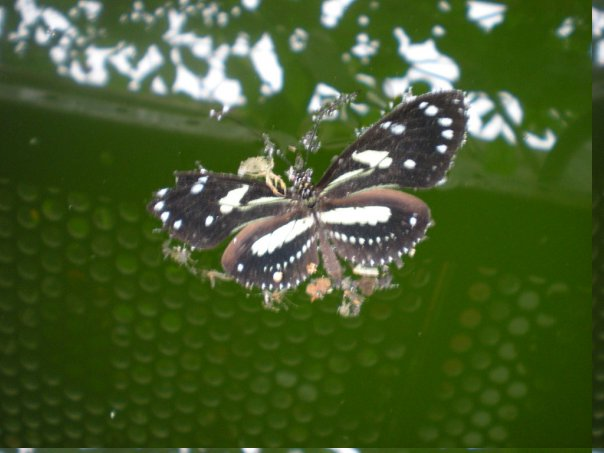